# Улица Панепистимиу
Улица Панепистимиу (греч. Οδός Πανεπιστημίου) — одна из центральных улиц Афин. Дословно название улицы переводится как Университетская улица (в честь Афинского университета, поскольку его главный исторический корпус расположен по адресу ул. Панепистимиу, 30). Простирается от проспекта Амалиас до площади Синтагма, проспекта Василиссис Софиас и площади Омония.

## История и общие сведения
В 1980-х годах улицу формально переименовали в проспект Венизелоса, однако и сейчас она известна как Панепистимиу; это название используется в официальных путеводителях по Афинам.
Общая длина улицы — 1,2 км. Она имеет шесть полос, пять из которых предназначены для движения автотранспорта и одна — только для движения транзитных автобусов. Большая часть улицы проложена по диагонали с юго-востока на северо-запад. Напротив здания университета расположена станция Афинского метрополитена «Панепистимио».

## Основные здания
- Банк Греции.

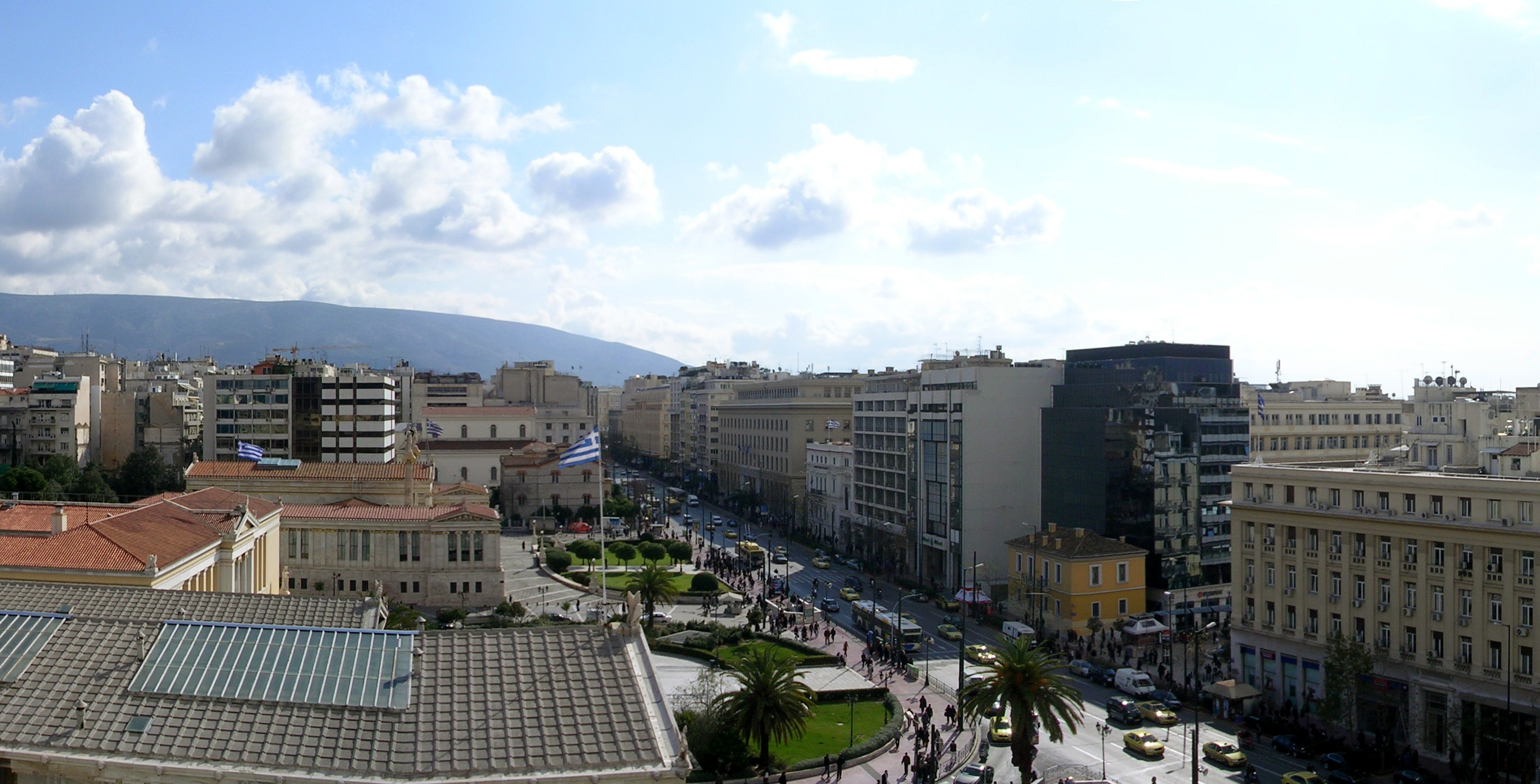
Панорама на улицу Панепистимиу: слева Афинский университет и Афинская академия

- Афинская трилогия: Афинская академия, Афинский университет и Национальная библиотека Греции.
- Музей истории Афинского университета.
- Афинский нумизматический музей.
- Государственный Совет Греции.
- Отель «Титания».
- Отель «Grande Bretagne».
- Универмаг «Аттика».
- Католический собор в Афинах.
- Афинское археологическое общество.